# Coleophora anatipennella
Espèce
Coleophora anatipennella est un insecte lépidoptère de la famille des Coleophoridae. C'est l'espèce type du genre Coleophora et de sa famille.

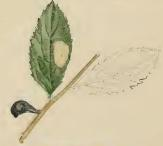
Dégâts sur feuille et cocon.

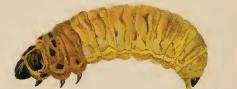
Larve.

Il est supposé que  la description de J.F.A. Goeze, en  1783, pour C. bernoulliella correspond en réalité à C. anatipennella.

## Synonymes[1]
Coleophora anatipenella (lapsus)

Coleophora tiliella Zeller, 1849

Tinea anatipenella Hübner, 1796

Tinea anatipenella (lapsus)

Tinea bernoulliella Goeze, 1783 (voir le texte)

Porrectaria anatipennis Haworth, 1828

Coleophora anatipennella var. obscurella Krulikovskij, 1909

Coleophora albidella Pierce & Metcalfe, 1935

Coleophora ringoniella Oku, 1965

Coleophora malivorella Matsumura, 1905

## Description
C. anatipennella se rencontre en Europe, à l'est de l'Oural ; au sud-est, son habitat s'étend à l'Asie Mineure jusqu'à l'Iran. Il a été rencontré aussi au Japon.
La chenille se nourrit principalement de feuilles de Rosaceae et de Fagales mais aussi de beaucoup d'autres  :  
- eurosidées I: Rosales: Rosaceae ;
  - Crataegus (Aubépine) ;
  - Malus domestica (pommier), et d'autres espèces du genre Malus ;
  - Prunus y compris(Prunus avium), Prunellier (Prunus spinosa),
  - Pyrus communis (Poirier) ;
  - Sorbus aucuparia (Sorbier),
- eurosidées I: Fagales: Betulaceae ;
  - Alnus (Aulne) ;
  - Betula (bouleaux)
  - Carpinus betulus (Charme) ;
  - Corylus avellana (Noisetier) ;
- eurosids I: Fagales: Fagaceae ;
  - Castanea sativa (Châtaignier) ;
  - Quercus (Chêne) ;
- eurosidées I: Malpighiales: Saule ;
  - Salix (Saule) ;
- eurosidées II: Malvales: Malvaceae ;
  - Tilia (Tilleul) ;
- Basal astéridées: Cornales: Cornaceae ;
  - Cornus sanguinea (Cornouiller sanguin).

Avant d'hiverner, la chenille creuse d'étroites galeries. Après hibernation, elle continue à se nourrir en créant des ouvertures. Au stade suivant, la larve vit dans un cocon noir luisant de 7 mm environ, en forme de pistolet avec un angle de 70°-80°.